# Aeglotis
Aeglotis és un gènere monotípic d'arnes de la família Crambidae descrit per Hans Georg Amsel el 1949. Conté només una espècie, Aeglotis argentalis, que es troba al Pakistan.